# 趙源震
趙 源震（チョ・ウォンジン、1959年1月7日 - ）は、大韓民国の政治家。ウリ共和党代表、第18・19・20代国会議員。大韓愛国党共同代表などを歴任。親朴派（親朴槿恵系）の中心人物。

## 経歴
1959年1月7日、慶尚北道大邱市（現大邱広域市）生まれ。韓国外国語大学校政治外交学科卒。北京大学国際政治学専攻1年修了、嶺南大学校行政大学院修士。韓国外大総長だった黄秉泰の引きで統一民主党の創党発起人になり、黄の国会議員当選に伴い議員秘書を務めながら民主自由党→新韓国党→国民新党と移籍。黄の落選後は黄と親しかった金宇中の引きで大宇に入社し、北京支社企画部長、駐中国韓国人会副会長、世界韓人貿易協会幹部、北京ハンセム法人代表などを務めた。2008年4月に行われた第18代総選挙で大邱広域市達西区丙選挙区から、親朴連帯候補として出馬し、当選した。同年7月にハンナラ党に入党し、在外国民の参政権獲得のための法改正を主導した。
第19代総選挙で再選した。2013年に朴槿恵が大統領に当選すると、中国に特使団の一員として派遣され、習近平国家主席に親書を渡し、楊潔篪外交部長らと会談した。2015年からセヌリ党の院内首席副代表を務めた。
2016年の第20代総選挙では無所属候補の公認を巡り、党を離党した劉承旼や党代表の金武星を批判した。同年9月には、革新系の丁世均国会議長の米国出張などを問題視し、セヌリ党丁世均辞任貫徹非常対策委員会委員長に就任し、疑惑を追及した。同年12月に朴槿恵大統領が弾劾されると、2017年の三一節に親朴議員と共に太極旗集会に参加し、弾劾反対を主張したが、反朴派議員の集団離党などによって党が弱体化した。2017年4月に自由韓国党を離党し、朴を支持するグループによって新たに結成されたセヌリ党に入党し2017年大韓民国大統領選挙に出馬するが、落選した。同年6月に党を除名され、大韓愛国党を結成し共同代表に就いた。2019年に自由韓国党を離党した洪文鐘議員が入党し、ウリ共和党に改名した。
2020年3月3日に自由統一党と合併し、新設された自由共和党代表に就任した。同年4月に行われた第21代総選挙で、未来統合党候補の金用判に敗れ落選した。
その後、過去の事件により有罪判決を受けるようになった。2018年1月の北朝鮮芸術団事前点検団のソウル訪問中、記者会見の名目でソウル駅で韓国訪問に反対する集会を警察に申告せずに開催した疑いにより、100万ウォンの罰金刑を宣告された。また、ウリ共和党は2017年の朴槿恵弾劾反対集会で5人が死亡した事件の真相究明を要求し、2019年5月に光化門広場に抗議のためのテントを設置した後、同年6月にソウル市側がテントを撤去する際にウリ共和党との衝突で数十人が負傷した事件により、党代表の趙はデモの主導者として特殊公務執行妨害などの容疑で起訴され、2023年1月にソウル中央地方法院により懲役1年2か月、執行猶予2年の刑を宣告された。これに対し、趙は「被害者が加害者に変わった、とても間違った判決」として控訴する意向を表明した。

## エピソード
2009年3月、国会の議員総会で民主党議員の徐甲源を押し倒し、全治2週間の傷を負わせた疑いで起訴された後、50万ウォンの罰金刑を宣告された。
2015年4月11日、光州の国立5・18民主墓地で光州選出の姜琪正議員と共に「嶺湖南国立5・18民主墓地合同参拝および『あなたのための行進曲』を歌う」という行事を主催した。